# Заручевье (Боровёнковское сельское поселение)
Заручевье — деревня в Окуловском муниципальном районе Новгородской области, относится к Боровёнковскому сельскому поселению.

## География
Деревня расположена на Валдайской возвышенности, в 31 км к западу от Окуловки (43 км по автомобильной дороге), до административного центра сельского поселения — посёлка Боровёнка 19 км (26 км по автомобильной дороге).
У восточной части Заручевья находится деревня Высокий Остров.

## История
Первое упоминание о деревне соотносят с упоминанием 1495 году в писцовых книгах Деревской пятины Новгородской земли. В Новгородской губернии деревня была центром Заручевской волости Крестецкого уезда, а с 30 марта 1918 года Маловишерского уезда. После 1927 года деревня центр Заручевского сельсовета, затем до 2005 года деревня входила в число населённых пунктов подчинённых администрации Боровёнковского сельсовета, после вошла в число населённых пунктов Боровёнковского сельского поселения.

## Население
| 2010 |
| ---- |
| 7    |

## Транспорт
Ближайшие железнодорожные станции расположены на главном ходу Октябрьской железной дороги — в Боровёнке и Торбино. В деревню проходит автомобильная дорога из Боровёнки.

## Археология
Археологические исследования, проводившиеся на территории района, указывают на то, что самым заселённым местом в районе с неолита и в средневековье была местность в районе деревни Заручевье. В округе есть средневековые сопки и жальники.
Между деревнями Заручевье и Бор находится крупнейший в бассейне реки Волмы комплекс памятников второй половины I — начала II тысячелетия нашей эры, в состав которого входят: поселение Заручевье-IV, селище, сопочный могильник, одиночные сопки, курганная группа, относящаяся к культуре длинных курганов, и древнерусский могильник XI — XII веков.